# Fiction (hudební skupina)
Fiction byla česká hudební skupina. Skupinu založil Milan Hlavsa po rozpadu jeho předchozí skupiny Půlnoc. Vznikla v létě 1994 a své první album s názvem Fiction vydala na podzim téhož roku. Druhé album s názvem Neverending Party vyšlo v prosinci 1995 a obsahuje přejaté skladby od skupiny The Velvet Underground. Třetí album s názvem Noc a den vyšlo v listopadu 1996. Následně se skupina postupně vytratila z hudební scény a Hlavsa se stal členem obnovených The Plastic People of the Universe. V odlišné sestavě byla skupina v roce 2012 jednorázově obnovena.